# Escudo de Nápoles
El escudo de la ciudad de Nápoles consiste en un escudo samnita dividido por mitad en dos cuarteles, el superior de color oro y el inferior de gules. Se encuentra timbrado con una corona mural decorada con ocho torres, cinco a la vista (que es la empleada en la heráldica de la mayoría de las ciudades italianas), y rodeado por una  corona formada por una rama de laurel y otra de roble o encina, unidas con una cinta con los colores de la bandera nacional.

## Blasonamiento
El escudo se encuentra regulado en un Decreto aprobado el 13 de enero de  1941:

Cortado de oro y gules.

El mismo Decreto también regula el confalón histórico:

Cortado de oro y gules, cargado con el escudo municipal, con la inscripción en oro "Comune di Napoli".

El confalón está decorado con la medalla de oro al valor militar, por los sacrificios de la población y por las actividades en la Resistencia antifascista durante la revuelta conocida como los "Cuatro Días de Nápoles" (Le Quattro Giornate di Napoli). 

## Historia
Hay varias leyendas, sobre todo del siglo XVII, para intentar explicar los orígenes del escudo. Una teoría, probablemente la más difundida, además sustentada por el humanista Pietro Summonte, explica que los napolitanos recibieron con el oro y el rojo al emperador Constantino I y a su madre Helena en el 324, cuando la población se convirtió al Cristianismo abjurando del antiguo culto del sol y de la luna, a los que hacían referencia los dos colores.
Según otra teoría, el escudo deriva del emblema de las luchas combatidas por el Ducado bizantino de Nápoles (755-1027) contra el Principado longobardo de Benevento, en alianza con el conde normando de Aversa, Ranulfo Drengot. Sin embargo, ambas tesis fueron declaradas infundadas por el historiador Bartolommeo Capasso.

El Corcel del Sol, antigua alegoría de Nápoles

Señal Real de Aragón

Uno de los primeros símbolos de la ciudad fue un caballo, usado en las monedas de Nápoles de época posterior a Federico II, y aún hoy presente en el blasón de la Ciudad metropolitana de Nápoles (Corsiero del Sole, en español "Corcel del Sol"). La primera prueba documental de la utilización del escudo actual es tal vez el sello de un documento de 1488; por eso una de las primeras hipótesis de los estudiosos fue que el escudo deriva dal Señal Real de Aragón, ya que ambos emblemas se caracterizan por tener los mismos colores y su adopción ocurrió después de la conquista del Reino de Nápoles por mano de Alfonso V de Aragón. En realidad, el hecho que dos representaciones de lo que podría ser el emblema napolitano estén presentes en dos documentos de época angevina, llevaría a adelantar el nacimiento del símbolo.

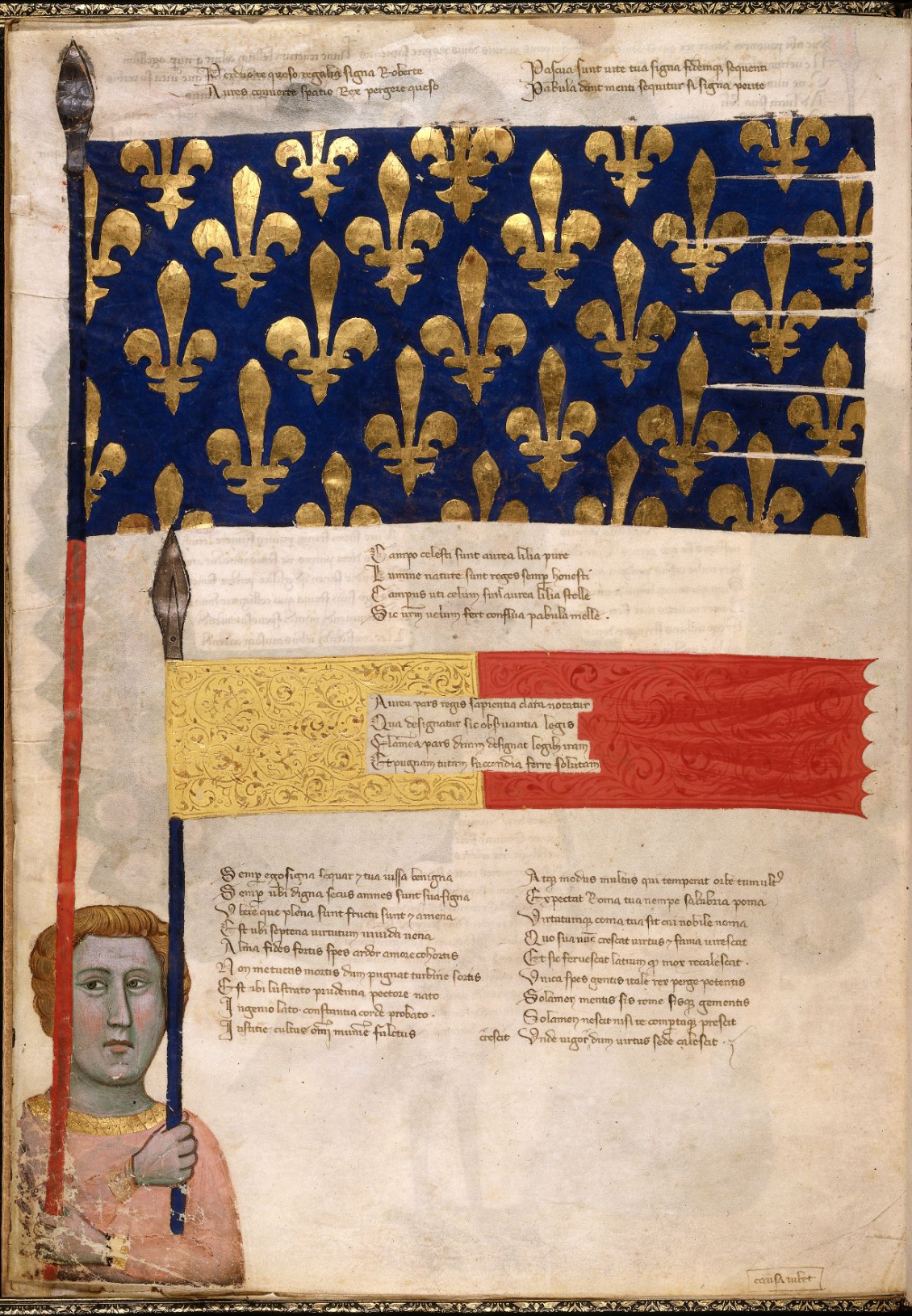
Regia Carmina, folio 23v

El primer documento, los Regia carmina, es del siglo XIV y consiste en un panegírico en honor de Roberto I de Nápoles, obra probablemente de Convenevole da Prato, compuesto entre 1328 y 1336; en este códice miniado está presente una miniatura que representa a un abanderado llevando dos insignias, de las que la principal y más grande es la bandera de la Casa Real de Francia (de azur sembrado de flores de lis de oro), a la cual partenecían los Angevinos, mientras que la segunda y más pequeña es una simple bandera dividida verticalmente en dos partes de color oro y rojo. Hay que considerar que en la Edad Media las banderas se conseguían de los escudos con una rotación de 90°. Los estudiosos a menudo han considerado este segundo símbolo, que no corresponde a nada conocido perteneciente a esa época, como "alegórico" o lo han identificado en el oriflama de los reyes de Francia. Las dos hipótesis se deben descartar, ya que la primera no explica por qué a un símbolo preciso (la bandera angevina) se añade otro alegórico; la segunda subestima el hecho de que el oriflama era propio sólo del rey de Francia, además de ser diferente de la bandera en esta miniatura. Pero, en cambio, es posible que se trate de un ulterior símbolo angevino, que sucesivamente fue utilizado para identificar a la ciudad capital del reino.
El segundo documento es un portulano cuya redacción se remonta a los años 1325-1330 a obra de Angelino Dulcert, en el que a Nápoles no se le otorga la insignia angevina, a diferencia de obras contemporáneas, sino una bandera bicolor, del color del pergamino al asta y roja al batiente. Un comentador de la obra advierte que «no se trata del escudo del reino, sino sólo de la ciudad».

Bandera de Nápoles

Sobre la atribución de los colores oro y rojo a la Casa de Anjou y, a través de esta, a la ciudad, se puede observar que también son los colores de la Iglesia católica, de la que los Angevinos se hicieron paladines contra el Imperio; por eso, puede ser que Carlos I los empleaba en su lucha contra Manfredo. Además los Angevinos utilizaban las barras de Aragón en calidad de descendientes de Blanca de Castilla, y el feudo de Provenza heredado por Carlos I también provenía de la casa catalana de los condes de Barcelona. El símbolo catalán está presente en muchos documentos angevinos.

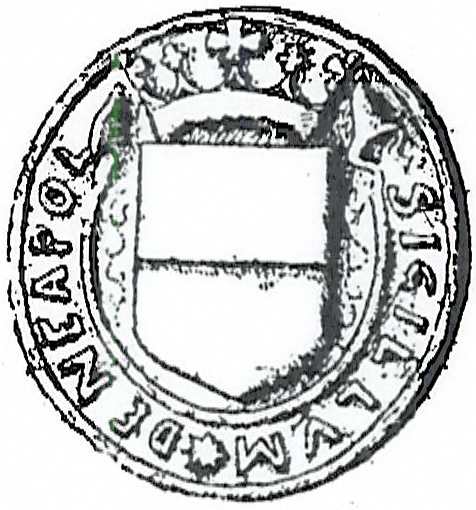
Sello de 1488 con el escudo de Nápoles

Como se ha dicho, el primer testimonio donde se utilizó el escudo actual en un documento oficial de la ciudad fue en un acta del 31 de enero de 1488, con el que los Electi Civitatis Neapolis presentaban un recurso contra algunas gabelas; el documento presenta un sello impreso sobre un papel pegado a la hoja con cera roja, con el blasón de la ciudad culminado por una corona ducal y circundado por la leyenda SIGILLVM  DE NEAPOL.
En otras épocas se han utilizado formas o se han añadido símbolos diferentes para representar el escudo. Durante la República Napolitana de 1647, en el centro del emblema se puso en el palo la letra P como símbolo de la supremacía del pueblo, que luego se convirtió en una C, letra inicial de la palabra civitas. La corona ducal, recuerdo de la época en la cual Nápoles fue capital del ducado homónimo, se mantuvo hasta 1866, cuando fue reemplazada por una corona mural, símbolo heráldico de «voluntad de libertad e independencia municipal», en respeto al artículo 12 de la deliberación emitida por la Consulta heráldica el 4 de mayo de 1870.
Durante el fascismo, en respeto a los Decretos Reales de la época, el escudo fue inicialmente flanqueado por un haz de lictores (1928), mientras que en 1933 fue impuesto el jefe de lictores, finalmente eliminado en 1944.
En 2005 el Ayuntamiento convocó un concurso de ideas para innovar la identidad gráfica de la comuna, manteniendo inalterado el escudo. Del concurso, ganado por la sociedad Vpoint (Luca Mosele art director), derivó el nuevo logotipo, con una ola de color cian y la inscripción "Comune di Napoli" por la cual se ha utilizado la letra tipográfica Frutiger, que está presente en todos los actos del Ayuntamiento desde el 1 de enero de 2007.